# Râul Borzești
Râul Borzești este un afluent al râului Arieș. 

## Hărți
- Harta Munții Apuseni
- Harta Județul Alba

## Galerie de imagini

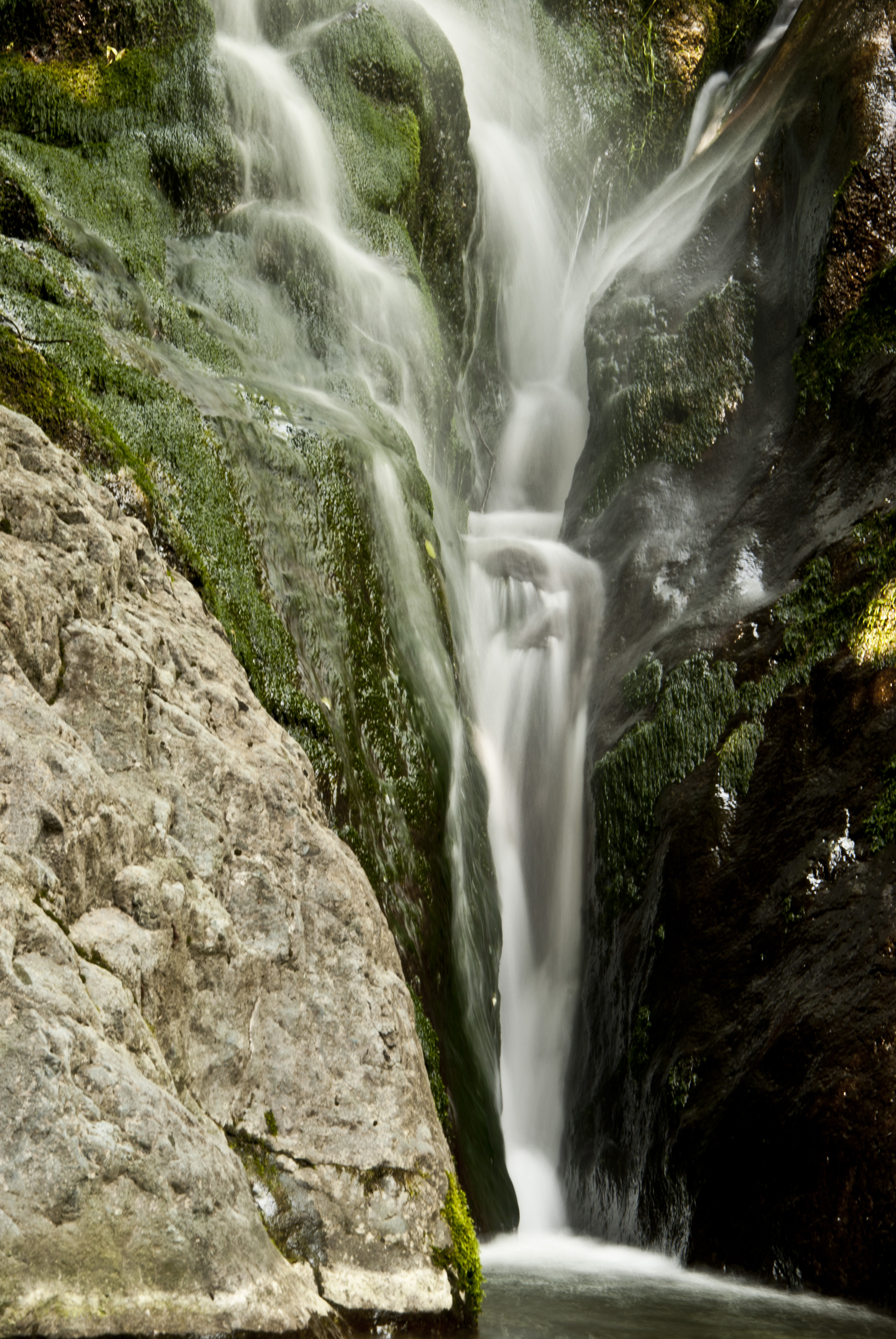
Cheile râului Borzești